# الکساندر بلیاوسکی
الکساندر بلیاوسکی (روسی: Алекса́ндр Бори́сович Беля́вский؛ ۶ مهٔ ۱۹۳۲ – ۸ سپتامبر ۲۰۱۲) بازیگر و صداپیشه اهل اتحاد جماهیر شوروی بود. وی بین سال‌های ۱۹۵۷ تا ۲۰۰۸ میلادی فعالیت می‌کرد.
از فیلم‌ها یا برنامه‌های تلویزیونی که وی در آن نقش داشته است می‌توان به آغاز بهار، زیبا و ثروتمند بودن بهتر است، مجموع همه ترس‌ها و پلیگون اشاره کرد.
وی همچنین برنده جوایزی همچون هنرمند مردمی فدراسیون روسیه شده است.